# 丽江风铃草
丽江风铃草（学名：Campanula delavayi）是桔梗科风铃草属的植物，是中国的特有植物。分布于中国大陆的云南等地，生长于海拔2,500米至3,000米的地区，常生于石山坡松林中，目前尚未由人工引种栽培。